# 極速快感：生存競速
《極速快感：生存競速》是一款由Ghost Games（前EA 歌德堡）非線性（開放式世界觀）競速遊戲，也是EA長壽作極速快感系列之一。《生存競速》於2013年11月19日在Microsoft Windows、PlayStation 3及Xbox 360上發行，PlayStation 4和Xbox One版本則會在2013年第四季販售。

## 游戏设定

### 特点
《極速快感：生存競速》的遊戲模式會類似於2010年發行的極速快感：超熱力追緝。玩家可以選擇加入非法賽車手（简称“车手”）或是警察陣營，各自會有不同的挑戰、風險與獎勵。《生存競速》會有11種不同追捕與逃脫科技工具可供升級及使用，例如電磁脈衝、震波以及路障等等。

### 地图设定
遊戲中的虛構城市红景县（Redview County）、地圖是屬於開放性的，警察和車手之間持續上演著街頭追逐驚險場面。而開放世界設定則與2012年推出的極速快感：新全民公敵類似，包含各種各樣的跳躍動作、速度檢測陷阱、車輛解鎖等。

### 任务设定
玩家在完成教程以后，选择阵营，开始各自的任务。在任一阵营中，玩家可以切换阵营游玩。警察阵营中玩家可选择巡逻，卧底，执法不同路线。游戏默認的FPS在30帧。

### 剧情
玩家可以选择扮演赛车手或警察。在赛车手故事中，玩家扮演街头赛车手 Zephyr。在警察故事中，玩家扮演红景县警察局（RCPD）警官Fate。当玩家完成速度列表或任务上的目标时，故事过场动画就会解锁，每个过场动画都相互关联。
以往，红景县的街头赛车活动都在地下进行，直到一名赛车手Zephyr上传了一段他在红景县街头逃脱警察追捕的视频。几天之内，其他赛车手开始效仿Zephyr在视频中的行为。结果，赛车手的犯罪行为变得更加公开，也越来越危险，他们在街头超速行驶时，对财物的破坏也越来越多。RCPD对此采取了加强惩罚措施的措施，试图将赛车手绳之以法，但结果引起了公众的强烈反对。后来，一名叫约翰麦尼的RCPD警官在试图跟上赛车手时身受重伤。公众转而支持警方，同时Fate发誓要报复赛车手。
然而，警方的恐吓和“过度使用武力”指控进一步增加，导致所有RCPD警官都被停职，而联邦调查局则组建并派出了交通响应小组来代替警方。意识到新的威胁后，Zephyr 开始与 VRT 对抗，并继续违抗当局。Zephyr的行径令Fate感到愤怒，他决定以F-8（发音为Fate）的名义成为一名卧底警员，开着一辆被扣押的法拉利恩佐上街，以同行赛车手的名义打倒街头赛车手，造成严重破坏。这导致联邦调查局对Fate产生了兴趣，并向他发出加入VRT的邀请。得知这一点后，Fate立即放弃了RCPD警员的身份并接受了邀请。与此同时，所有警察单位都被召回并重新开始巡逻。
Zephyr最终发现了F-8的真实身份，并决定报复，他偷了一辆科尼赛克 Agera警车，并按照自己的风格重新喷漆。然后他用这辆车吸引警察的注意，并撞毁追捕他的警察。后来，RCPD 被洗清了对其警官的所有指控，由于 VRT 留在了红景县，引起了公众的愤怒。随后，警方活动的增加以及对街头赛车手被暴力逮捕的不满，导致Zephyr向 RCPD 发布公开信息，要求他们停止暴行。然后，他向赛车手和警察发出公开挑战，在红景县进行一场比赛，Fate 现在是 VRT 的高级官员，他负责找到Zephyr并将他抓捕，他是唯一能够做到这一点的人。他最终成功拦截了Zephyr的无线电通讯。得知 Zephyr 的消息后，Fate开始彻底阻止这位臭名昭著的街头赛车手的行动。
根据玩家扮演角色的阵营的不同，游戏可能会有两种结局

###### 警察结局
Fate最终成功拦截了Zephyr，但高速冲撞Zephyr的车辆导致自己也身受重伤陷入昏迷，在Fate醒来后RCPD将其恐吓和其他罪名推给Fate将其开除。被开除后Fate选择加入了赛车手的阵营，成为了红景县最强的街头车手。

###### 车手结局
Zephyr进行了他预告的比赛，RCPD派遣大量警力前往将其阻止，就在Zephyr即将完成比赛时他高速撞击了警方的路障后车辆冒出浓烟，生死未卜，但最后的引擎启动声暗示Zephyr幸存了下来并设法逃走但从此销声匿迹。

## 開發
隨著 EA 加拿大與Black Box2012年的整併並定位專注於線上免費遊戲，EA提前於2011年建立起新的工作室—— EA 歌德堡（現Ghost Games）。EA歌德堡位於瑞典哥德堡，專門負責開發寒霜引擎遊戲、當中包括極速快感系列的開發工作。根據工作室成員履歷、不少成員都有賽車遊戲開發的經歷，包括系列前作《亡命天涯》、Forza Horizon和Project Gotham Racing。
2013年5月23日，EA 確認極速快感系列續作《生存競速》，並附上宣傳片段。並同時確認《生存競速》由EA 旗下瑞典Ghost Games連同Criterion Games 合作開發。

## 發行
EA表示所有遊戲預購者都會免費獲得「終極警探包」，內含日產GT-R黑色版警車、緝捕技巧增強以及自定義塗裝。

## 外部連結
- 官方网站